# 金布拉海龍
金布拉海龍（学名：Kimblaeus bassensis），为輻鰭魚綱棘背魚目海龍魚科的其中一種，分布於東印度洋的巴斯海峽及塔斯曼海海域，棲息深度58-74公尺，體長可達16公分，背鰭軟條15-16枚，棲息在礫石底質海域或大陸棚，卵胎生。